# Collines de Tama
Pour les articles homonymes, voir Tama.
Les collines de Tama (多摩丘陵, Tama-kyūryō) sont une région de collines s'étendant à travers le sud de Tokyo et la préfecture de Kanagawa au nord-est de la plaine du Kantō de Honshū, au Japon. Sa superficie totale est d'environ 300 km2. La rivière Tama marque sa frontière nord.
Il chevauche les municipalités de Hachiōji, Hino, Tama, Inagi et Machida à Tokyo et les villes de Kawasaki et Yokohama dans la préfecture de Kanagawa.